# Dedinje
Dedinje is een deelgemeente van de Servische hoofdstad Belgrado en maakt onderdeel uit van de gemeente Savski Venac. Het is een rijke gemeente met vele villa's, ambassades en verder bevindt zich in de gemeente het voormalige Koninklijk complex met daarin gelegen de twee paleizen van de Koninklijke familie.

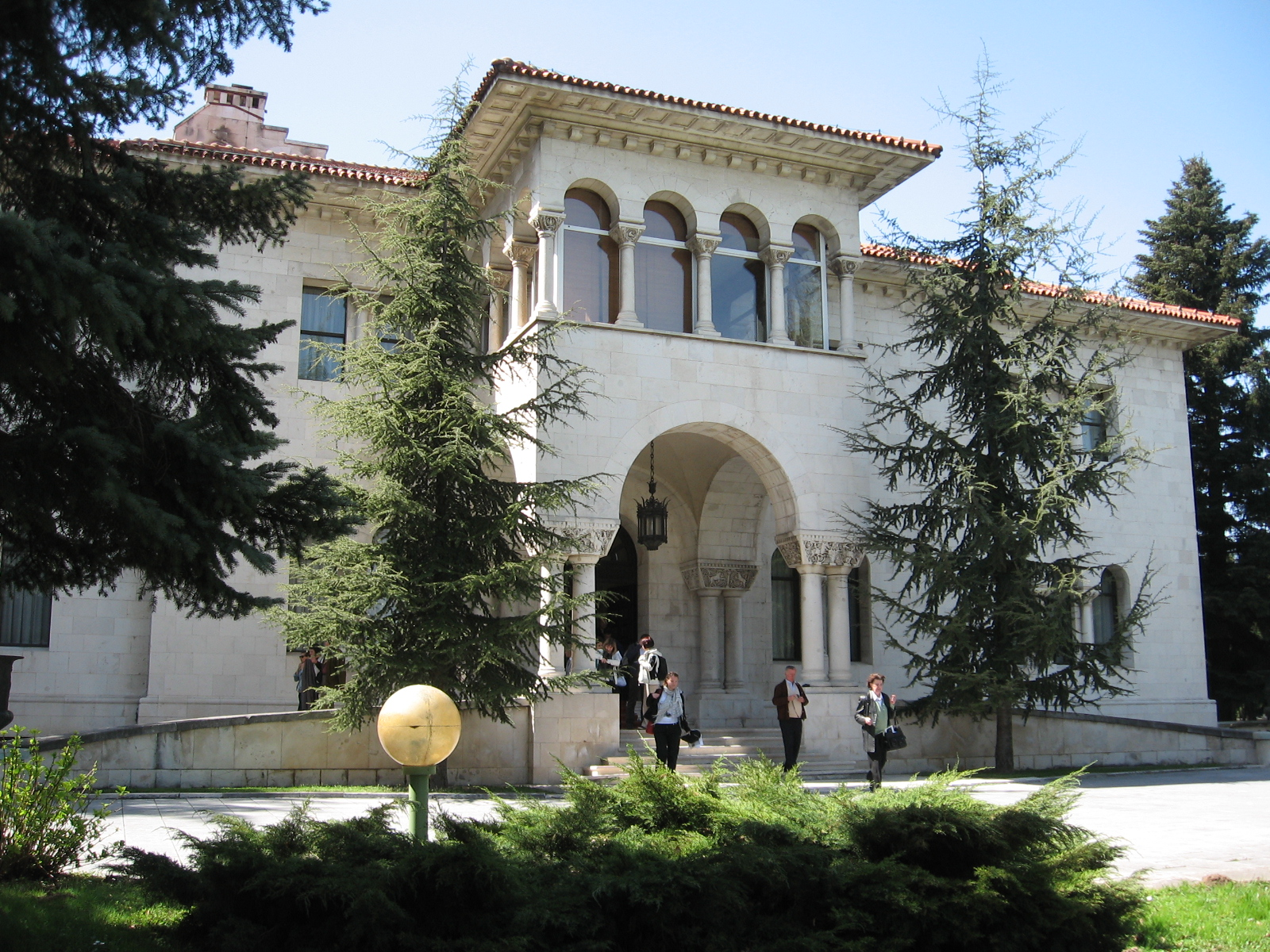